# Klubowy Puchar Europy kobiet w szachach (2022)
2022 – dwudziesty szósty sezon Klubowego Pucharu Europy kobiet w szachach. Rozgrywki odbyły się w Mayrhofen w dniach 3–9 października 2022 roku. Tytuł zdobył austriacki ASVÖ Pamhagen.

## Format rozgrywek
Turniej odbywał się systemem szwajcarskim na dystansie siedmiu rund. W przypadku identycznej liczby punktów decydował olimpijski system Sonneborna-Bergera. Przy dalszej równości uwzględniano kolejno: łączną liczbę punktów uzyskanych przez zawodniczki, system Buchholza i pełny system Sonneborna-Bergera.

## Uczestnicy
W nawiasie podano średni ranking Elo. Źródło: Chess-Results.com

- Wood Green Chess Club (2362)
- ASVÖ Pamhagen (2423)
- SK Erste Bank Baden (2369)
- SK Zell/Zillertal (2073)
- Odlar Yurdu (2420)
- Philidor Mulhouse (2206)
- Taflfélag Garðabæjar (1998)
- Haifa-Nesher Chess Club (2122)
- Rishon LeZion Chess Club (1981)
- Gambit-Aseko Skopje (2215)
- CE Monte-Carlo (2476)
- SZ Seeblick Dippoldiswalde (1846)
- BGK Gwiazda Bydgoszcz (2387)
- CSU ASE Superbet (2430)
- Sirmium Sremska Mitrovica (2241)
- Tajfun – ŠK Ljubljana (2293)
- Blue & Yellow (2300)

## Rozgrywki

### Runda 1
Źródło: Chess-Results.com
3 października 2022
| Tajfun – ŠK Ljubljana – CE Monte-Carlo 1½:2½        |
| CSU ASE Superbet – Sirmium Sremska Mitrovica 3½:½   |
| Gambit-Aseko Skopje – ASVÖ Pamhagen ½:3½            |
| Odlar Yurdu – Philidor Mulhouse 2½:1½               |
| Haifa-Nesher Chess Club – BGK Gwiazda Bydgoszcz 1:3 |
| SK Erste Bank Baden – SK Zell/Zillertal 2½:1½       |
| Taflfélag Garðabæjar – Wood Green Chess Club ½:3½   |
| Blue & Yellow – Rishon LeZion Chess Club 2½:1½      |
| SZ Seeblick Dippoldiswalde pauza                    |

### Runda 2
Źródło: Chess-Results.com
4 października 2022
| CE Monte-Carlo – BGK Gwiazda Bydgoszcz 3:1              |
| SK Erste Bank Baden – CSU ASE Superbet 1½:2½            |
| ASVÖ Pamhagen – Wood Green Chess Club 3:1               |
| Blue & Yellow – Odlar Yurdu 1:3                         |
| SZ Seeblick Dippoldiswalde – Tajfun – ŠK Ljubljana 0:4  |
| Sirmium Sremska Mitrovica – Haifa-Nesher Chess Club 1:3 |
| SK Zell/Zillertal – Gambit-Aseko Skopje 0:4             |
| Philidor Mulhouse – Taflfélag Garðabæjar 3:1            |
| Rishon LeZion Chess Club pauza                          |

### Runda 3
Źródło: Chess-Results.com
5 października 2022
| ASVÖ Pamhagen – CE Monte-Carlo 3:1                          |
| CSU ASE Superbet – Odlar Yurdu 2½:1½                        |
| BGK Gwiazda Bydgoszcz – Tajfun – ŠK Ljubljana 3:1           |
| Gambit-Aseko Skopje – SK Erste Bank Baden 1½:2½             |
| Wood Green Chess Club – Philidor Mulhouse 3:1               |
| Haifa-Nesher Chess Club – Blue & Yellow 2:2                 |
| Rishon LeZion Chess Club – SZ Seeblick Dippoldiswalde 2½:1½ |
| SK Zell/Zillertal – Sirmium Sremska Mitrovica 1½:2½         |
| Taflfélag Garðabæjar pauza                                  |

### Runda 4
Źródło: Chess-Results.com
6 października 2022
| CSU ASE Superbet – ASVÖ Pamhagen 2:2                     |
| CE Monte-Carlo – SK Erste Bank Baden 2:2                 |
| Odlar Yurdu – BGK Gwiazda Bydgoszcz 1:3                  |
| Wood Green Chess Club – Blue & Yellow 2½:1½              |
| Rishon LeZion Chess Club – Haifa-Nesher Chess Club 1½:2½ |
| Tajfun – ŠK Ljubljana – Gambit-Aseko Skopje 3½:½         |
| Sirmium Sremska Mitrovica – Philidor Mulhouse 3:1        |
| Taflfélag Garðabæjar – SZ Seeblick Dippoldiswalde 3½:½   |
| SK Zell/Zillertal pauza                                  |

### Runda 5
Źródło: Chess-Results.com
7 października 2022
| BGK Gwiazda Bydgoszcz – CSU ASE Superbet 1½:2½        |
| SK Erste Bank Baden – ASVÖ Pamhagen 1½:2½             |
| CE Monte-Carlo – Wood Green Chess Club 3:1            |
| Haifa-Nesher Chess Club – Odlar Yurdu 0:4             |
| Tajfun – ŠK Ljubljana – Sirmium Sremska Mitrovica 3:1 |
| Blue & Yellow – Taflfélag Garðabæjar 4:0              |
| Gambit-Aseko Skopje – Rishon LeZion Chess Club 3:1    |
| SZ Seeblick Dippoldiswalde – SK Zell/Zillertal 1½:2½  |
| Philidor Mulhouse pauza                               |

### Runda 6
Źródło: Chess-Results.com
8 października 2022
| CSU ASE Superbet – CE Monte-Carlo 1½:2½              |
| ASVÖ Pamhagen – Odlar Yurdu 2½:1½                    |
| Wood Green Chess Club – BGK Gwiazda Bydgoszcz 2:2    |
| Blue & Yellow – Tajfun – ŠK Ljubljana 2½:1½          |
| SK Erste Bank Baden – Haifa-Nesher Chess Club 3½:½   |
| Sirmium Sremska Mitrovica – Taflfélag Garðabæjar 4:0 |
| SK Zell/Zillertal – Rishon LeZion Chess Club 1:3     |
| Philidor Mulhouse – SZ Seeblick Dippoldiswalde 3:1   |
| Gambit-Aseko Skopje pauza                            |

### Runda 7
Źródło: Chess-Results.com
9 października 2022
| BGK Gwiazda Bydgoszcz – ASVÖ Pamhagen 2:2            |
| CE Monte-Carlo – Blue & Yellow 2½:1½                 |
| Wood Green Chess Club – CSU ASE Superbet 1:3         |
| Tajfun – ŠK Ljubljana – SK Erste Bank Baden 2:2      |
| Odlar Yurdu – Sirmium Sremska Mitrovica 3:1          |
| Rishon LeZion Chess Club – Philidor Mulhouse 1½:2½   |
| SZ Seeblick Dippoldiswalde – Gambit-Aseko Skopje 0:4 |
| Taflfélag Garðabæjar – SK Zell/Zillertal 3½:½        |
| Haifa-Nesher Chess Club pauza                        |

## Klasyfikacja
Źródło: Chess-Results.com
| Msc | Zespół                     | M | W | R | P | Pkt |
| --- | -------------------------- | - | - | - | - | --- |
| 1   | ASVÖ Pamhagen              | 7 | 5 | 2 | 0 | 12  |
| 2   | CSU ASE Superbet           | 7 | 5 | 1 | 1 | 11  |
| 3   | CE Monte-Carlo             | 7 | 5 | 1 | 1 | 11  |
| 4   | BGK Gwiazda Bydgoszcz      | 7 | 3 | 2 | 2 | 8   |
| 5   | SK Erste Bank Baden        | 7 | 3 | 2 | 2 | 8   |
| 6   | Odlar Yurdu                | 7 | 4 | 0 | 3 | 8   |
| 7   | Tajfun – ŠK Ljubljana      | 7 | 3 | 1 | 3 | 7   |
| 8   | Wood Green Chess Club      | 7 | 3 | 1 | 3 | 7   |
| 9   | Blue & Yellow              | 7 | 3 | 1 | 3 | 7   |
| 10  | Philidor Mulhouse          | 6 | 3 | 0 | 3 | 7   |
| 11  | Gambit-Aseko Skopje        | 6 | 3 | 0 | 3 | 7   |
| 12  | Sirmium Sremska Mitrovica  | 7 | 3 | 0 | 4 | 6   |
| 13  | Haifa-Nesher Chess Club    | 6 | 2 | 1 | 3 | 6   |
| 14  | Rishon LeZion Chess Club   | 6 | 2 | 0 | 4 | 5   |
| 15  | Taflfélag Garðabæjar       | 6 | 2 | 0 | 4 | 5   |
| 16  | SK Zell/Zillertal          | 7 | 1 | 0 | 5 | 3   |
| 17  | SZ Seeblick Dippoldiswalde | 6 | 0 | 0 | 6 | 1   |